# Ikalto

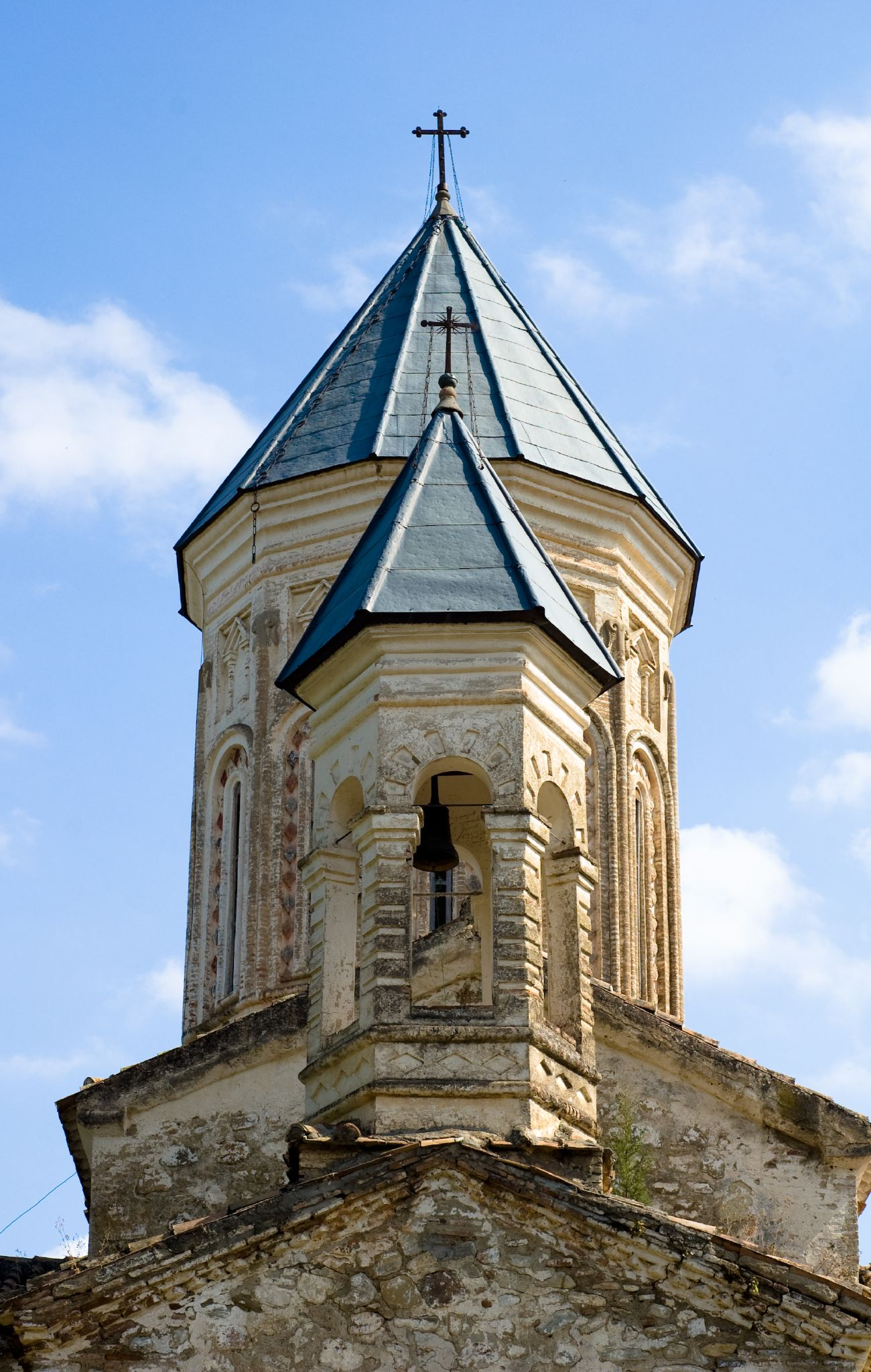
Wieża kościelna i dzwonnica cerkwi Świętego Ducha

Monastyr Ikalto – kompleks klasztorny założony w drugiej połowie VI w. przez Zenona – ucznia Symeona Stylity Młodszego – jednego z Trzynastu Ojców Syryjskich.
Kompleks położony jest niedaleko miasta Telawi w regionie Kachetia we wschodniej Gruzji. Ikalto było znane ze swojej szkoły filozofii, mieszkał tam i tworzył Arseniusz z Ikalto. Na terenie klasztoru zachowały się trzy cerkwie: Sameba, Chwtaeba i Kwelacminda oraz refektarz, winnica i budynek akademii.
Najwcześniejsza budowla to cerkiew Sameba (Św. Trójcy), znajduje się w północnej części kompleksu klasztornego. Główna cerkiew monastyru to Chwtaeba (Św. Ducha) zlokalizowana w pobliżu bramy klasztornej. Prawdopodobnie powstała na przełomie VIII i IX w. w miejscu gdzie został pochowany założyciel klasztoru – Zenon. W VIII-IX w. na wschód od refektarza powstała budowla wykorzystywana później na potrzeby akademii. Podobno studiował na niej Szota Rustaweli. Akademię zburzyli Persowie na początku XVII w.